# Yele (Cameroun)
Pour les articles homonymes, voir Yele.
Yele (ou Yélé, Yelle, Yéllé) est une localité du Cameroun située dans le département du Mayo-Tsanaga et la Région de l'Extrême-Nord, dans les monts Mandara, à proximité de la frontière avec le Nigeria. Elle fait partie de la commune de Mogodé et du canton de Mogodé rural.

## Population
En 1966-1967, la localité comptait 193 habitants, principalement des Kapsiki.
Lors du recensement de 2005, on y a dénombré 1 034 personnes.